# Фаховий коледж морського транспорту НУ «ОМА»
Фаховий коледж морського транспорту Національного університету «Одеська морська академія» — вищий навчальний заклад Міністерства освіти і науки України в Одесі.
Фаховий коледж морського транспорту Національного університету «Одеська морська академія» є єдиним в Україні морським навчальним закладом, який здійснює підготовку командних кадрів плавскладу середньої ланки і перш за все для днопоглиблювального флоту: судноводіїв-багермейстерів, суднових механіків, які обслуговують і експлуатують спеціалізовані днопоглиблювальні снаряди, що становлять основу технічного флоту.

## Історія
Морський коледж був заснований в 1944 році під назвою «Одеський морський будівельний технікум» з метою підготовки техніків — судноводіїв — багермейстерів, техніків-механіків для роботи на суднах днопоглиблювального флоту і техніків-гідротехніків для будівництва морських та річкових гідротехнічних споруд (Наказ Наркому СРСР з будівництва № 184 від 16 листопада 1944 року.)
У 1952 році «Морський будівельний технікум» був перейменований на «Одеське морехідне училище технічного флоту» (Постанова Ради Міністрів СРСР № 87912 від 24 жовтня 1952 року народження, Наказ Міністерства будівництва підприємств машинобудування СРСР), яке в 1956 р. увійшло до складу навчальних закладів Міністерства транспортного будівництва СРСР.
Наказом Міністерства освіти України № 112 від 22 квітня 1994 року «Одеське морехідне училище технічного флоту» було перейменовано в «Одеський морський коледж технічного флоту». Згідно з наказом Міністерства освіти і науки України від 24 липня 2003 р. № 497 та наказу Одеської національної морської академії від 1 серпня 2003 р. № 241 Одеський морський коледж технічного флоту перетворений в Одеський морський коледж технічного флоту Одеської національної морської академії.
Постановою Кабінету Міністрів України від 04.06.2014 № 163 «Про утворення факультету військово-морських сил Одеської національної морської академії та відділення військової підготовки Морехідного коледжу технічного флоту Одеської національної морської академії», спільного наказу Міністерства оборони України та Міністерства освіти і науки України від 12.06.2014 № 384/707 «Про заходи щодо утворення факультету військово-морських сил Одеської національної морської академії та відділення військової підготовки Морехідного коледжу технічного флоту Одеської національної морської академії» створено відділення військової підготовки Морехідного коледжу технічного флоту Одеської національної морської академії.
Відділення військової підготовки Морехідного коледжу технічного флоту Національного університету «Одеська морська академія» є правонаступником Військово-морського коледжу старшинського складу Академії військово-морських сил імені П.С.Нахімова
З 15.01.2021 року був перейменован у Фаховий коледж морського транспорту НУ «ОМА».

## Діяльність
Терміни навчання молодшого спеціаліста на базі неповної середньої освіти — 4 роки, після цього видається диплом про присвоєння кваліфікації «Фаховий молодший бакалавр». Для отримання наступного диплома «Бакалавр» необхідно навчатися ще два роки.
Однак на цьому процес навчання не закінчується. З огляду на прохання морських днопоглиблювальних підприємств України, флот яких працює практично в усіх точках Світового океану, і необхідність перегону днопоглиблювальної техніки в місця проведення робіт, Одеська національна морська академія і коледж технічного флоту в 1998 році уклали договір про співпрацю з підготовки судноводіїв-багермейстерів і суднових механіків з метою присвоєння їм кваліфікації «Спеціаліст».
Відповідно до наказу Міністерства освіти і науки України від 9.10.2002 року № 571 коледж входить в міжвідомчий навчально-методичний комплекс «Південно-Західний центр будівельної освіти» при Одеській державній академії будівництва і архітектури. Випускники коледжу — фахові молодші бакалаври (гідротехнічна спеціальність) продовжують навчання в спецгрупах ОДАБА за скороченою 4-х річною програмою для здобуття освітньо-кваліфікаційного рівня «бакалавр».